# Giovanni Spampinato

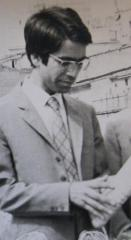
Giovanni Spampinato

Giovanni Spampinato (6. November 1946 – 27. Oktober 1972) war ein italienischer Investigativjournalist für die palermitaner Tageszeitung L'Ora ("Die Stunde") in Ragusa, Sizilien, Italien. Er berichtete über die Verbindung des Mafioso Roberto Campria mit einem Mord im Februar 1972. Acht Monate später wurde Spampinato selbst ermordet.

## Persönliches
In ihrer Jugend standen die Brüder Alberto und Giovanni unter dem Einfluss ihres Vaters Peppino, der ein aktiver Kommunist war und in Jugoslawien gekämpft hatte. Beide Brüder wurden Journalisten. Nach dem Abschluss seines Philosophiestudiums an der Universität Catania 1969 fing Giovanni Spampinato bei der Tageszeitung L'Ora an. Er war Mitglied der Kommunistischen Partei Italiens und bewarb sich um ein politisches Amt – ohne Erfolg.

## Karriere
Giovanni Spampinato arbeitete bei L'Ora, einer kommunistischen Tageszeitung, als Investigativjournalist. Er schrieb über Faschisten in den Städten Ragusa und Catania. Außerdem berichtete er über die Verstrickung der sizilianischen Mafia in den Mord an Angelo Tumino, einem Antiquitätenhändler. Dabei erwähnte der Journalist auch den Mann, der später gestand, Spampinato ermordet zu haben: Roberto Campria. In seinen Zeitungsartikeln beleuchtete Spampinato Cambrias Mafiakontakte und dessen Verbindungen zu dem Mordfall. 2008 erhielt die Familie Spampinato einen anonymen und bis dahin unbekannten Brief über die Motive hinter der Bluttat. Demnach war Tumino das Opfer eines Eifersuchtsdramas. Nach Tuminos Tod am 25. Februar 1972 recherchierte Spampinato den Fall und publizierte detaillierte Informationen über die sizilianische Mafia.
L'Ora wurde 1992 eingestellt. Die Tageszeitung war zu Beginn des 20. Jahrhunderts erstmals auf den Markt gekommen.

## Tod
Robert Campria lauerte Giovanni Spampinato am 27. Oktober gegen 11 Uhr in der Nähe eines Gefängnisses in Ragusa auf. Campria gab mit seinem Smith & Wesson Revolver sechs Schüsse auf Spampinato ab, der in seinem weißen Fiat 500 saß. Danach ging Campria zum Gefängnis und gestand den Mord. Er erklärte, Spampinato in einem Wutanfall getötet zu haben, weil dieser ihn fälschlich bezichtigt habe, für die Mafia zu arbeiten. Campria wurde zunächst zu 24 Jahren Haft verurteilt. In einem Berufungsverfahren wurde die Strafe auf 14 Jahre verkürzt, von denen er nur acht Jahre absitzen musste.

## Kontext

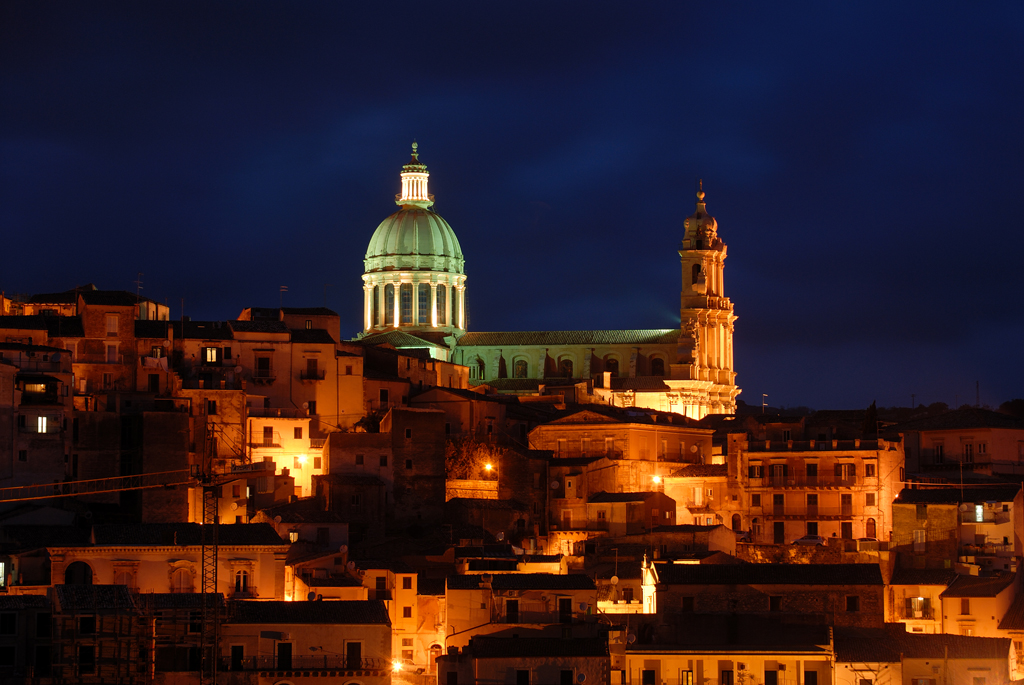
Die italienische Stadt Ragusa bei Nacht.

Die sizilianische Mafia, auch als Cosa Nostra ("Unsere Sache") bekannt, ermordete neben Spampinato zwölf weitere Journalisten. 1960 wurde Cosimo Cristina auf Bahngleisen tot aufgefunden. 1970 verschwand Mauro De Mauro, nachdem er Details über den Tod des Politikers Enrico Mattei enthüllt hatte. Cristina, De Mauro und Spampinato arbeiteten bei L'Ora. Unter der Führung von Vittorio Nistico publizierte diese Zeitung immer wieder Informationen über die Mafia. Weitere Journalisten, die von sizilianischen Mafia ermordet wurden, waren Giuseppe Impastato (1978), Carmine "Mino" Pecorelli (1979), Mario Francese (1979), Giuseppe Fava (1984), Giancarlo Siani (1985), Mauro Rostagno (1988) und Beppe Alfano (1993). Diese Journalisten arbeiteten vor allem auf lokaler Ebene und waren landesweit nicht bekannt.

## Auswirkungen
Aufgrund der Ermordung seines Bruders gründete Alberto Spampinato die Nichtregierungsorganisation Ossigeno per l'informazione Osservatorio (wörtlich: Sauerstoff für Informationen), die mit Freedom House, Reporter ohne Grenzen und dem Europäischen Zentrum für Presse- und Medienfreiheit (ECPMF) zusammenarbeitet und die Situation der Journalisten in Italien sowie ihre Sicherheit beobachtet.

## Reaktionen
Alberto Spampinato, Journalist der Agentur Ansa and Koautor des Buches Vite ribelli, beschreibt seinen Bruder: "Ein schlanker Bursche, der äußerlich sanft und harmlos wirkte. Aber hinter seiner Brille, hinter den Gläsern für Kurzsichtigkeit, funkelten Neugier, Intelligenz und Verlangen in seinen Augen."
Einige Zeitungen beschrieben ihn als einen "Folterer", "einen Kommunisten, der von Klassenhass geblendet war", der diesen "Mann aus einer guten Familie" zum Ziel erkor und dessen Leben und Reputation zerstörte. Nach seinem Tod begann die Würdigung Spampinatos als Journalist, der wegen seiner Berufsausübung ermordet wurde.

## Preise und Wahrnehmung
2007 wurde Giovanni Spampinato posthum mit dem Spezialpreis der Jury des Saint-Vincent Journalismus Preises ausgezeichnet.
Jahr für Jahr sponsert die Stadt Ragusa eine Diskussionsveranstaltung über Spampinato und die Fakten rund um seine Ermordung.

## Medien zu Spampinato
- C'erano bei cani ma molto seri (2009)[15]
- L'ora di Spampinato (2012 film)[18][19]